# Mimeresia issia
Mimeresia issia är en fjärilsart som beskrevs av Henry Stempffer 1969. Mimeresia issia ingår i släktet Mimeresia och familjen juvelvingar. Inga underarter finns listade i Catalogue of Life.